# Сливенська область
Сливенська область (болг. Област Сливен) — область у Південно-східному регіоні Болгарії. Центр — місто Сливен.
| Болгарія | Це незавершена стаття з географії Болгарії. Ви можете допомогти проєкту, виправивши або дописавши її. |